# Остготско кралство
Остготското кралство (готски: Ostrogutans þiudangardi) е късноантично държавно образувание формирало се на част от територията на Западната Римска империя. Столица му е Равена, а кралството на остготите просъществува между 489 и 553 година, като след Втората Готска война пълководеца на Юстиниан I – Велизарий връща територията на кралството в състава на продължилата съществуването си Източна Римска империя. Територията на кралството обхваща Италия, Сицилия, предалпийските области в днешна Италия, Далмация и Прованс (към 510).

## Предистория
Кралството е образувано от остготите – източен клон на готите. През средата на 2 век готите се преселват, по неясни причини, от южните брегове на Балтийско море (днешна Северна Полша) в югоизточно направление и пробивайки си път в тежки борби с обитаващите по това време на земите на днешна Югоизточна Полша и Западна Украйна славяни се установяват на север от Черно море, между Карпатите и река Дон, като покоряват и асимилират живеещите там сармати. В преселението си готите увличат със себе си и други германски племена- руги, вандали, гепиди, тайфали, херули. След 230 г. започват интензивни атаки по суша и море срещу Римската империя, като през 251 дори убиват император Деций в голяма битка при Абритус (дн. Разград). През IV век са обединени от Ерманарих – вожд на остготите, в голяма държава с център местността между Днепър и Дон. Тази държава се простирала между Дон на изток и Карпатите на запад, между Черно море на юг и неизвестно колко на север – има хипотези, че е включвала и земите на славяните до дн. Северна Беларус. През 370 г. готите са нападнати от хуните и през 375 г. са разгромени. Това е годината през която се и разделя историческата съдба на остготи и вестготи. Остготите се покоряват и стават съюзници на хуните, като участват в повечето техни походи в Европа. През 20-те години на V век се преселват в основната си част заедно със своите сюзерени на територията на Панония (днешна Унгария). След смъртта на Атила през 453 въстават срещу хуните и заедно с други германски племена ги разгромяват през 454 г., прогонвайки хуните от Панония. Установяват седалището си в днешна Западна Унгария (Дунантул), като водят мирно съществуване с източните си съседи – гепидите и се намесват активно във вътрешните работи както на Западната Римска империя, така и на Византия. След 470 г. се консолидират и започват мащабни нашествия на територията на Източната Римска империя. Император Зенон успява да ги убеди в края на 80-те на V век с помощта на големи подкупи да пренасочат агресията си на запад, срещу Италия. Нахлуват в Италия масирано през 488 г.
По това време Рим е под властта на вандалите и управител там е Одоакър. В състава на тази държава влизат Италия, Сицилия, Предалпийската област, Далмация. Столица на държавата е Равена.
През 493 г. Теодорих Велики, крал на остготите, покорява цяла Италия основавайки кралството. В кралството едновременно функционират двама епископи – на папския престол и на арианската църква.
Съчетавайки заварените римските държавни институции с варварските форми на управление Остготското кралство не просъществува дълго и през 554 г. пада под ударите на Юстиниан Велики.

## Владетели на Остготското кралство
- Теодорих Велики 489-526
- Аталарих 526-534
- Теодахад 534-536
- Витигис 536-540
- Хилдебад 540-541
- Ерарих 541
- Тотила 541-552
- Тея 552-553